# 緑区 (相模原市)
緑区（みどりく）は、相模原市を構成する3行政区のうちの一つである。

## 概要

### 区名の由来
| 順位 | 区名     | 応募数 |
| ---- | -------- | ------ |
| 1位  | 北区     | 826    |
| 2位  | 橋本区   | 551    |
| 3位  | 津久井区 | 468    |
| 4位  | 西区     | 389    |
| 5位  | 緑区     | 274    |
| 6位  | けやき区 | 114    |
| 7位  | みどり区 | 108    |
| 8位  | 相模区   | 100    |
| 9位  | 相北区   | 96     |
| 10位 | ひばり区 | 79     |

| 順位 | 区名     | 応募数 |
| ---- | -------- | ------ |
| 1位  | 北区     | 9,247  |
| 2位  | けやき区 | 7,464  |
| 3位  | 緑区     | 5,890  |
| 4位  | みどり区 | 5,734  |
| 5位  | 西区     | 5,327  |

区名は公募により選ばれ、最終的には5案に絞られた上で2008年12月15日 - 2009年1月14日に行われた区名意向調査において、イメージが近いと思われる「緑区」と「みどり区」の合計数が1位の「北区」の得票数を上回ることを理由に、3位の「緑区」が行政区画等審議会より答申された。この答申とそれに基づいた市の決定に対し、人口過密の旧市域と過疎化が著しい津久井地域を一緒の区にするのは無理があり、「緑区」という名称も山林や水源地という津久井地域のイメージで答申されており、都市化の進んだ橋本のイメージに合わないと、橋本地区を中心に反発があり、一部の市民からは橋本地区にある市の広域的な施設の名称すべてに使われている「北」を用いた「北区」に変更して欲しいという要望や橋本地区単独での行政区設置の要望もあったが、市は答申通り「緑区」を使用すると発表した。また横浜市に緑区があり、JR横浜線は両区の駅を結ぶ路線である。このことから紛らわしいなどの理由から一部の横浜市民からの反発もあった。

## 地理

### 位置
区の東側にある橋本地区・大沢地区・城山地区と、山間部の多い西側の津久井地区・相模湖地区・藤野地区で構成され、市域面積の約77%を占める広大な区である。特に西側は南北にも広がっており、相模原市の最北端・最西端・最南端はいずれも緑区に位置する。

### 地形
区内を流れる相模川沿いに鉄道や幹線道路が通り発展しているが、同じ流域でも北東端を流れる境川が挟む一帯にある横浜線・京王相模原線沿線で国道16号が通っている橋本周辺と、相模湖周辺にある中央本線沿線で国道20号が通っている相模湖・藤野周辺のように、日常生活・通勤圏などに違いがある場合もあり、区としての一体感は薄い。

#### 山地
主な山地
- 丹沢山地

主な山
- 嵐山（相模嵐山）
- 石砂山
- 臼ヶ岳
- 大室山
- 景信山
- 黍殻山
- 小仏城山
- 生藤山
- 陣馬山
- 石老山
- 袖平山
- 丹沢山
- 津久井城山
- 蛭ヶ岳（神奈川県最高峰）- 1673ｍ
- 焼山

#### 河川
主な川
- 相模川

#### 湖沼
主な湖
- 相模湖
- 津久井湖
- 宮ヶ瀬湖

### 地域

#### 町名
緑区内では、一部の区域で住居表示に関する法律に基づく住居表示が実施されている。住居表示実施前の町名等欄で下線がある町名はその全部、それ以外はその一部であり、町名の末尾に数字がある場合には丁目を表す。また、城山地区の一部の区域では町名地番整理が実施されている。
| 橋本地区・大沢地区（38町丁） | 橋本地区・大沢地区（38町丁） | 橋本地区・大沢地区（38町丁） | 橋本地区・大沢地区（38町丁） | 橋本地区・大沢地区（38町丁）                                                         | 橋本地区・大沢地区（38町丁）       |
| 町名                         | 町名の読み                   | 町区域設定年月日             | 住居表示実施年月日           | 住居表示実施前の町名等                                                               | 備考                               |
| ---------------------------- | ---------------------------- | ---------------------------- | ---------------------------- | ------------------------------------------------------------------------------------ | ---------------------------------- |
| 相原                         | あいはら                     | 1941年4月29日                | 未実施                       |                                                                                      |                                    |
| 相原一丁目                   | あいはら                     | 1988年7月1日                 | 1988年7月1日                 | 大字相原字田尻・字田通、大字橋本字元木                                               |                                    |
| 相原二丁目                   | あいはら                     | 1988年7月1日                 | 1988年7月1日                 | 大字相原字田尻・字田通・字三屋・字上ノ段・字田ノ上、大字橋本字元木                   |                                    |
| 相原三丁目                   | あいはら                     | 1988年7月1日                 | 1988年7月1日                 | 大字相原字田通・字八幡前                                                             |                                    |
| 相原四丁目                   | あいはら                     | 1988年7月1日                 | 1988年7月1日                 | 大字相原字田ノ上・字八幡前・字森ノ上・字田通                                         |                                    |
| 相原五丁目                   | あいはら                     | 1988年7月1日                 | 1988年7月1日                 | 大字相原字八幡前・字八幡西・字森ノ上                                                 |                                    |
| 相原六丁目                   | あいはら                     | 1988年7月1日                 | 1988年7月1日                 | 大字相原字八幡前・字八幡西                                                           |                                    |
| 大島                         | おおしま                     | 1941年4月29日                | 未実施                       |                                                                                      |                                    |
| 大山町                       | おおやまちょう               | 1967年4月1日                 | 1967年4月1日                 | 大字橋本                                                                             |                                    |
| 上九沢                       | かみくざわ                   | 1941年4月29日                | 未実施                       |                                                                                      |                                    |
| 下九沢                       | しもくざわ                   | 1941年4月29日                | 未実施                       |                                                                                      | 橋本地区と大沢地区に跨がっている。 |
| 田名                         | たな                         | 1941年4月29日                | 未実施                       |                                                                                      |                                    |
| 西橋本一丁目                 | にしはしもと                 | 1975年7月1日                 | 1975年7月1日                 | 大字橋本                                                                             |                                    |
| 西橋本二丁目                 | にしはしもと                 | 1975年7月1日                 | 1975年7月1日                 | 大字橋本                                                                             |                                    |
| 西橋本三丁目                 | にしはしもと                 | 1975年7月1日                 | 1975年7月1日                 | 大字橋本、大字相原                                                                   |                                    |
| 西橋本四丁目                 | にしはしもと                 | 1975年7月1日                 | 1975年7月1日                 | 大字橋本、大字相原                                                                   |                                    |
| 西橋本五丁目                 | にしはしもと                 | 1975年7月1日                 | 1975年7月1日                 | 大字橋本、大字相原                                                                   |                                    |
| 二本松一丁目                 | にほんまつ                   | 1975年7月1日                 | 1975年7月1日                 | 大字相原                                                                             |                                    |
| 二本松一丁目                 | にほんまつ                   | 1975年7月1日                 | 1990年10月1日                | 大字相原、大字下九沢                                                                 |                                    |
| 二本松二丁目                 | にほんまつ                   | 1975年7月1日                 | 1975年7月1日                 | 大字相原                                                                             |                                    |
| 二本松二丁目                 | にほんまつ                   | 1975年7月1日                 | 1990年10月1日                | 大字相原、大字下九沢、二本松1                                                        |                                    |
| 二本松三丁目                 | にほんまつ                   | 1975年7月1日                 | 1975年7月1日                 | 大字相原                                                                             |                                    |
| 二本松四丁目                 | にほんまつ                   | 1975年7月1日                 | 1975年7月1日                 | 大字相原                                                                             |                                    |
| 橋本一丁目                   | はしもと                     | 1966年7月1日                 | 1966年7月1日                 | 大字橋本                                                                             |                                    |
| 橋本二丁目                   | はしもと                     | 1966年7月1日                 | 1966年7月1日                 | 大字橋本                                                                             |                                    |
| 橋本三丁目                   | はしもと                     | 1966年7月1日                 | 1966年7月1日                 | 大字小山                                                                             |                                    |
| 橋本四丁目                   | はしもと                     | 1966年7月1日                 | 1966年7月1日                 | 大字小山                                                                             |                                    |
| 橋本五丁目                   | はしもと                     | 1966年7月1日                 | 1966年7月1日                 | 大字橋本、大字小山                                                                   |                                    |
| 橋本六丁目                   | はしもと                     | 1966年7月1日                 | 1966年7月1日                 | 大字橋本                                                                             |                                    |
| 橋本七丁目                   | はしもと                     | 1967年4月1日                 | 1967年4月1日                 | 大字橋本                                                                             |                                    |
| 橋本七丁目                   | はしもと                     | 1967年4月1日                 | 1988年7月1日                 | 大字橋本                                                                             |                                    |
| 橋本八丁目                   | はしもと                     | 1988年7月1日                 | 1988年7月1日                 | 大字橋本字元木・字久保沢道上・字元木道上・字大道西、大字相原字三屋・字田尻           |                                    |
| 橋本台一丁目                 | はしもとだい                 | 1990年10月1日                | 1990年10月1日                | 大字橋本字棒杭、大字下九沢字大縄場・字石宮                                           |                                    |
| 橋本台二丁目                 | はしもとだい                 | 1990年10月1日                | 1990年10月1日                | 大字橋本字大西、大字下九沢字石宮                                                     |                                    |
| 橋本台三丁目                 | はしもとだい                 | 1990年10月1日                | 1990年10月1日                | 大字相原字峡ノ原、大字橋本字大西、大字下九沢字石宮・字獅子道・字獅子道横山           |                                    |
| 橋本台四丁目                 | はしもとだい                 | 1990年10月1日                | 1990年10月1日                | 大字相原字峡ノ原・字窪ノ渕、大字下九沢字獅子道・字上ノ原・字松ノ下・字上松並         |                                    |
| 東橋本一丁目                 | ひがしはしもと               | 1967年4月1日                 | 1967年4月1日                 | 大字小山                                                                             |                                    |
| 東橋本二丁目                 | ひがしはしもと               | 1967年4月1日                 | 1967年4月1日                 | 大字小山                                                                             |                                    |
| 東橋本三丁目                 | ひがしはしもと               | 1967年4月1日                 | 1967年4月1日                 | 大字小山                                                                             |                                    |
| 東橋本三丁目                 | ひがしはしもと               | 1967年4月1日                 | 2016年12月1日                | 町田市小山町字三十三号・字三十四号・字三十八号                                       |                                    |
| 東橋本四丁目                 | ひがしはしもと               | 1967年4月1日                 | 1967年4月1日                 | 大字小山                                                                             |                                    |
| 東橋本四丁目                 | ひがしはしもと               | 1967年4月1日                 | 2016年12月1日                | 町田市小山町字三十八号                                                               |                                    |
| 元橋本町                     | もとはしもとちょう           | 1967年4月1日                 | 1967年4月1日                 | 大字橋本、大字相原                                                                   |                                    |
| 元橋本町                     | もとはしもとちょう           | 1967年4月1日                 | 1988年7月1日                 | 大字橋本、大字相原                                                                   |                                    |
| 城山地区（37町丁）           |                              |                              |                              |                                                                                      |                                    |
| 町名                         | 町名の読み                   | 町区域設定年月日             | 住居表示実施年月日           | 住居表示実施前の町名等                                                               | 備考                               |
| 小倉                         | おぐら                       | 2007年3月11日                | 未実施                       |                                                                                      |                                    |
| 川尻                         | かわしり                     | 2007年3月11日                | 未実施                       |                                                                                      |                                    |
| 久保沢一丁目                 | くぼさわ                     | 2007年3月11日                | 1992年11月16日               | 川尻字甘草塚・字間ノ原・字中原・字町屋                                               |                                    |
| 久保沢二丁目                 | くぼさわ                     | 2007年3月11日                | 1992年11月16日               | 川尻字甘草塚・字間ノ原・字中原・字久保沢・字苦久保・字春林・字谷津・字谷ヶ原・字小松 |                                    |
| 久保沢三丁目                 | くぼさわ                     | 2007年3月11日                | 1992年11月16日               | 川尻字中原・字久保沢                                                                 |                                    |
| 城山一丁目                   | しろやま                     | 2007年3月11日                | 1993年10月12日               | 川尻字谷ヶ原・字都井沢・字道下・字水源、中沢字仁                                     |                                    |
| 城山二丁目                   | しろやま                     | 2007年3月11日                | 1993年10月12日               | 川尻字都井沢・字道下・字水源、中沢字仁                                               |                                    |
| 城山三丁目                   | しろやま                     | 2007年3月11日                | 1993年10月12日               | 川尻字都井沢・字道下・字畑久保、中沢字仁                                             |                                    |
| 城山四丁目                   | しろやま                     | 2007年3月11日                | 1993年10月12日               | 川尻字都井沢・字畑久保、中沢字仁・字義                                               |                                    |
| 谷ヶ原一丁目                 | たにがはら                   | 2007年3月11日                | 1993年10月12日               | 川尻字谷ヶ原・字都井沢                                                               |                                    |
| 谷ヶ原二丁目                 | たにがはら                   | 2007年3月11日                | 1993年10月12日               | 川尻字谷ヶ原・字都井沢・字道下                                                       |                                    |
| 中沢                         | なかざわ                     | 2007年3月11日                | 未実施                       |                                                                                      |                                    |
| 葉山島                       | はやまじま                   | 2007年3月11日                | 未実施                       |                                                                                      |                                    |
| 原宿一丁目                   | はらじゅく                   | 2007年3月11日                | 1992年11月16日               | 川尻字相原界                                                                         |                                    |
| 原宿二丁目                   | はらじゅく                   | 2007年3月11日                | 1992年11月16日               | 川尻字相原界・字原宿                                                                 |                                    |
| 原宿三丁目                   | はらじゅく                   | 2007年3月11日                | 1992年11月16日               | 川尻字相原界・字原宿・字本郷                                                         |                                    |
| 原宿四丁目                   | はらじゅく                   | 2007年3月11日                | 1992年11月16日               | 川尻字原宿・字甘草塚・字町屋                                                         |                                    |
| 原宿五丁目                   | はらじゅく                   | 2007年3月11日                | 1992年11月16日               | 川尻字原宿・字甘草塚・字間ノ原・字中原・字横山                                       |                                    |
| 原宿南一丁目                 | はらじゅくみなみ             | 2007年3月11日                | 未実施                       |                                                                                      |                                    |
| 原宿南二丁目                 | はらじゅくみなみ             | 2007年3月11日                | 未実施                       |                                                                                      |                                    |
| 原宿南三丁目                 | はらじゅくみなみ             | 2007年3月11日                | 未実施                       |                                                                                      |                                    |
| 広田                         | ひろた                       | 2007年3月11日                | 1992年2月17日                | 川尻字広田・字町屋・字小松・字穴川                                                   |                                    |
| 町屋一丁目                   | まちや                       | 2007年3月11日                | 1992年2月17日                | 川尻字相原界・字本郷・字砂                                                           |                                    |
| 町屋二丁目                   | まちや                       | 2007年3月11日                | 1992年2月17日                | 川尻字本郷                                                                           |                                    |
| 町屋三丁目                   | まちや                       | 2007年3月11日                | 1992年2月17日                | 川尻字砂・字広田                                                                     |                                    |
| 町屋四丁目                   | まちや                       | 2007年3月11日                | 1992年2月17日                | 川尻字砂・字広田・字町屋・字本郷                                                     |                                    |
| 向原一丁目                   | むかいはら                   | 2007年3月11日                | 1992年11月16日               | 川尻字中原・字向原・字横山・字山野・字大島界                                         |                                    |
| 向原二丁目                   | むかいはら                   | 2007年3月11日                | 1992年11月16日               | 川尻字中原・字久保沢・字向原                                                         |                                    |
| 向原三丁目                   | むかいはら                   | 2007年3月11日                | 未実施                       |                                                                                      |                                    |
| 向原四丁目                   | むかいはら                   | 2015年12月22日               | 未実施                       |                                                                                      |                                    |
| 若葉台1丁目                  | わかばだい                   | 2007年3月11日                | 未実施                       |                                                                                      |                                    |
| 若葉台2丁目                  | わかばだい                   | 2007年3月11日                | 未実施                       |                                                                                      |                                    |
| 若葉台3丁目                  | わかばだい                   | 2007年3月11日                | 未実施                       |                                                                                      |                                    |
| 若葉台4丁目                  | わかばだい                   | 2007年3月11日                | 未実施                       |                                                                                      |                                    |
| 若葉台5丁目                  | わかばだい                   | 2007年3月11日                | 未実施                       |                                                                                      |                                    |
| 若葉台6丁目                  | わかばだい                   | 2007年3月11日                | 未実施                       |                                                                                      |                                    |
| 若葉台7丁目                  | わかばだい                   | 2007年3月11日                | 未実施                       |                                                                                      |                                    |
| 津久井地区（11町丁）         |                              |                              |                              |                                                                                      |                                    |
| 町名                         | 町名の読み                   | 町区域設定年月日             | 住居表示実施年月日           | 住居表示実施前の町名等                                                               | 備考                               |
| 青根                         | あおね                       | 2006年3月20日                | 未実施                       |                                                                                      |                                    |
| 青野原                       | あおのはら                   | 2006年3月20日                | 未実施                       |                                                                                      |                                    |
| 青山                         | あおやま                     | 2006年3月20日                | 未実施                       |                                                                                      |                                    |
| 太井                         | おおい                       | 2006年3月20日                | 未実施                       |                                                                                      |                                    |
| 鳥屋                         | とや                         | 2006年3月20日                | 未実施                       |                                                                                      |                                    |
| 中野                         | なかの                       | 2006年3月20日                | 未実施                       |                                                                                      |                                    |
| 長竹                         | ながたけ                     | 2006年3月20日                | 未実施                       |                                                                                      |                                    |
| 根小屋                       | ねごや                       | 2006年3月20日                | 未実施                       |                                                                                      |                                    |
| 又野                         | またの                       | 2006年3月20日                | 未実施                       |                                                                                      |                                    |
| 三井                         | みい                         | 2006年3月20日                | 未実施                       |                                                                                      |                                    |
| 三ケ木                       | みかげ                       | 2006年3月20日                | 未実施                       |                                                                                      |                                    |
| 相模湖地区（6町丁）          |                              |                              |                              |                                                                                      |                                    |
| 町名                         | 町名の読み                   | 町区域設定年月日             | 住居表示実施年月日           | 住居表示実施前の町名等                                                               | 備考                               |
| 小原                         | おばら                       | 2006年3月20日                | 未実施                       |                                                                                      |                                    |
| 寸沢嵐                       | すわらし                     | 2006年3月20日                | 未実施                       |                                                                                      | 寸沢嵐新戸を含む。                 |
| 千木良                       | ちぎら                       | 2006年3月20日                | 未実施                       |                                                                                      |                                    |
| 与瀬                         | よせ                         | 2006年3月20日                | 未実施                       |                                                                                      |                                    |
| 与瀬本町                     | よせほんちょう               | 2006年3月20日                | 未実施                       |                                                                                      |                                    |
| 若柳                         | わかやなぎ                   | 2006年3月20日                | 未実施                       |                                                                                      |                                    |
| 藤野地区（7町丁）            |                              |                              |                              |                                                                                      |                                    |
| 町名                         | 町名の読み                   | 町区域設定年月日             | 住居表示実施年月日           | 住居表示実施前の町名等                                                               | 備考                               |
| 小渕                         | おぶち                       | 2007年3月11日                | 未実施                       |                                                                                      |                                    |
| 佐野川                       | さのがわ                     | 2007年3月11日                | 未実施                       |                                                                                      |                                    |
| 澤井                         | さわい                       | 2007年3月11日                | 未実施                       |                                                                                      |                                    |
| 名倉                         | なぐら                       | 2007年3月11日                | 未実施                       |                                                                                      |                                    |
| 日連                         | ひづれ                       | 2007年3月11日                | 未実施                       |                                                                                      |                                    |
| 牧野                         | まぎの                       | 2007年3月11日                | 未実施                       |                                                                                      |                                    |
| 吉野                         | よしの                       | 2010年4月1日                 | 未実施                       |                                                                                      |                                    |

1. ↑  二本松二丁目南側に町区域が僅かに存在するが、住所としては使用されていない。
2. ↑  143番2〜173番12・244番2〜722番7・1171番〜1177番・1230番1〜3323番3に限る。
3. ↑  2179番1〜2213番24・2215番1〜2217番10・2226番1・2226番5・2247番1〜2274番7・2327番8・2327番12・2329番・2331番〜2429番3・2430番3〜2457番2・2520番1〜2622番2・2630番1〜2637番5に限る。
4. ↑  相原下九沢土地区画整理事業に伴う一部の街区符号変更を同日実施。
5. 1 2  東京都町田市との境界変更に伴う町区域の変更により、その編入区域が市街地区域として定められ、住居表示が実施されている。

1. 1 2 3  旧・城山町における町区域の設定は1995年1月21日（川尻原宿土地区画整理事業換地処分公告の翌日）。
2. 1 2 3 4 5 6 7 8 9 10 11 12  町名地番整理実施区域
3. ↑  旧・城山町における町区域の設定は2004年3月20日（川尻向原土地区画整理事業換地処分公告の翌日）。
4. ↑  川尻大島界土地区画整理事業換地処分公告があった日（2015年12月21日）の翌日。
5. 1 2 3  旧・城山町における町区域の設定は1977年7月1日。
6. 1 2 3 4  旧・城山町における町区域の設定は1979年7月1日。

1. ↑  旧・与瀬町における町区域の設定は1949年5月13日（与瀬駅前土地区画整理事業換地処分公告の翌日）。
2. ↑  相模原市の政令指定都市移行に伴い、藤野町吉野と相模湖町吉野の町区域が統合された。

### 人口
- 2010年 176,192
- 2015年 173,612
- 2020年 169,817

## 歴史

### 沿革
- 区制：2010年（平成22年）4月1日

相模原市が政令指定都市へ移行したのに伴い設置された。
- 区域：橋本、大沢、城山、津久井、相模湖、藤野

## 行政

### 市の機関
- 相模原市緑区役所：西橋本五丁目3番21号 緑区合同庁舎[6]

2013年3月17日まで、シティ・プラザはしもと5階・6階（旧橋本出張所）に設置されていた。地区ごとに総合事務所・まちづくりセンターが置かれている
- 相模原市北消費生活センター（橋本六丁目2番1号）- シティ・プラザはしもと6階

総合事務所
- 城山総合事務所
- 津久井総合事務所
- 相模湖総合事務所
- 藤野総合事務所

まちづくりセンター
- 大沢まちづくりセンター（2010年4月1日より出張所から改称）
- 城山まちづくりセンター（城山総合事務所内）
- 津久井まちづくりセンター（津久井総合事務所内）
- 相模湖まちづくりセンター（相模湖総合事務所内）
- 藤野まちづくりセンター（藤野総合事務所内）

出張所
- 串川出張所（津久井まちづくりセンターの下部組織）
- 鳥屋出張所（同上）
- 青野原出張所（同上）
- 青根出張所（同上）

連絡所
- 相原連絡所
- 津久井中央連絡所（津久井まちづくりセンターの下部組織）
- 牧野連絡所
- 佐野川連絡所

### 県の機関
- 神奈川県相模原県税事務所津久井支所
- 神奈川県農業技術センター北相地区事務所
- 神奈川県厚木土木事務所津久井治水センター
- 神奈川県城山ダム管理事務所

## 施設

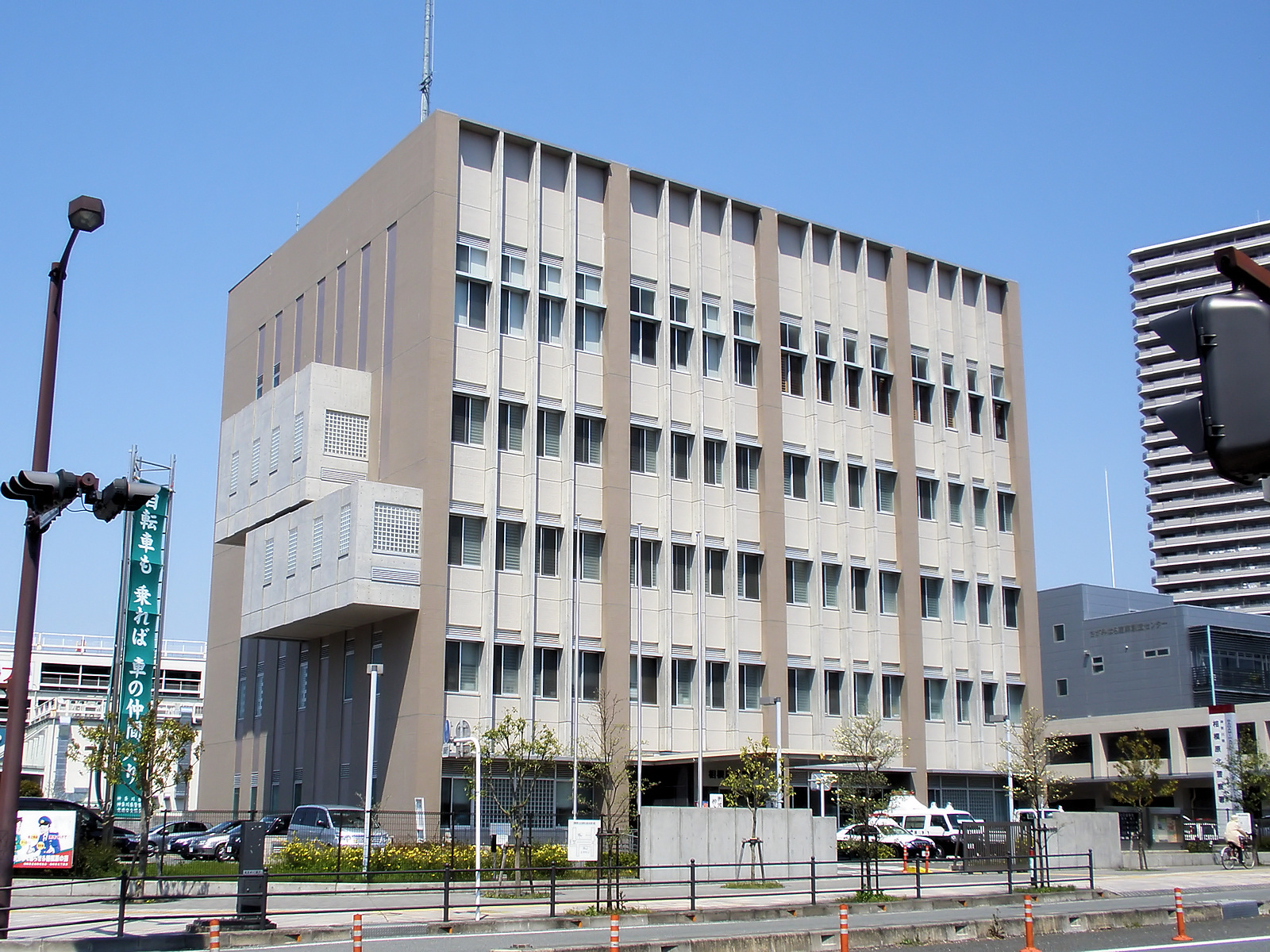
相模原北警察署

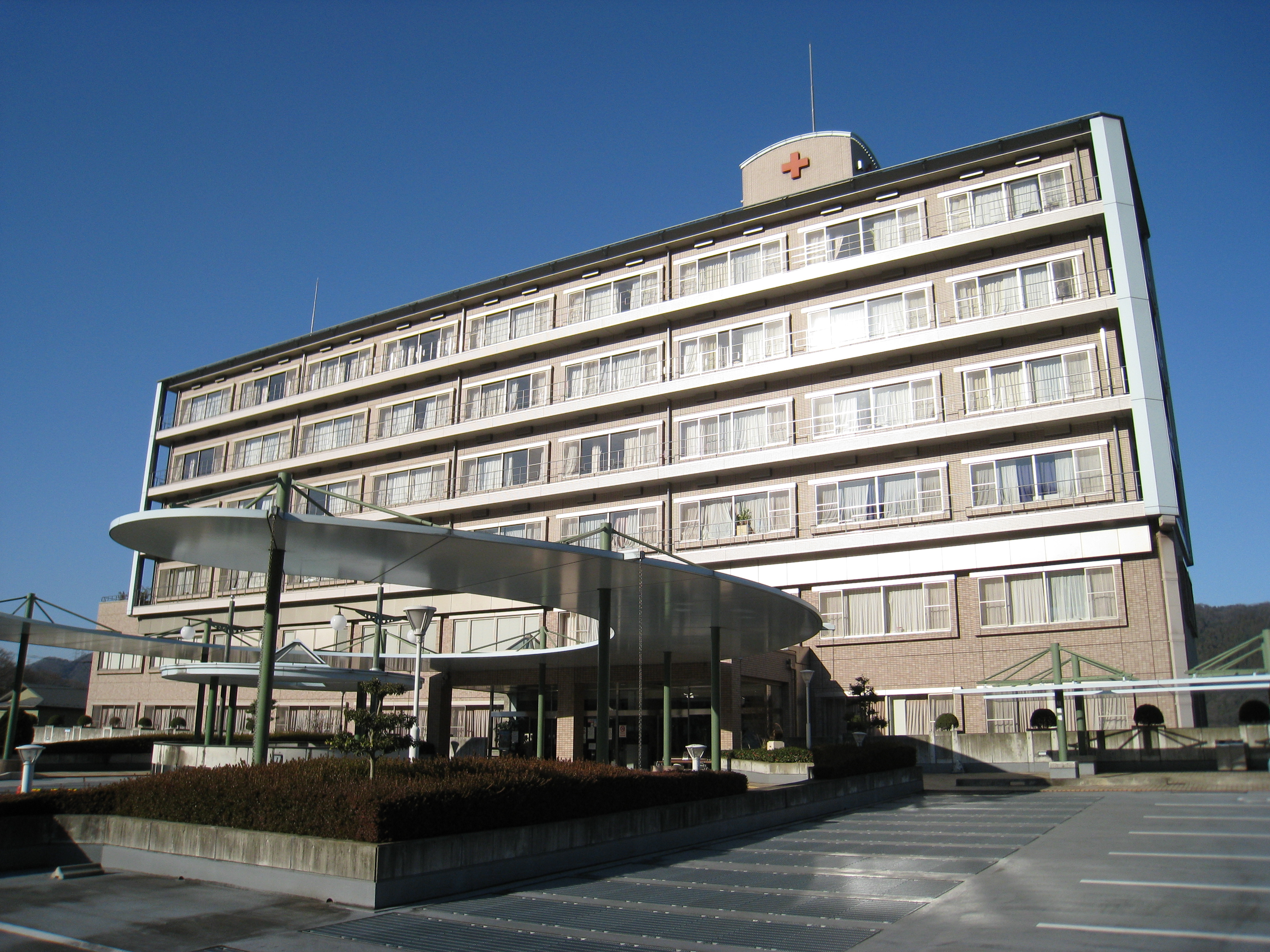
相模原赤十字病院

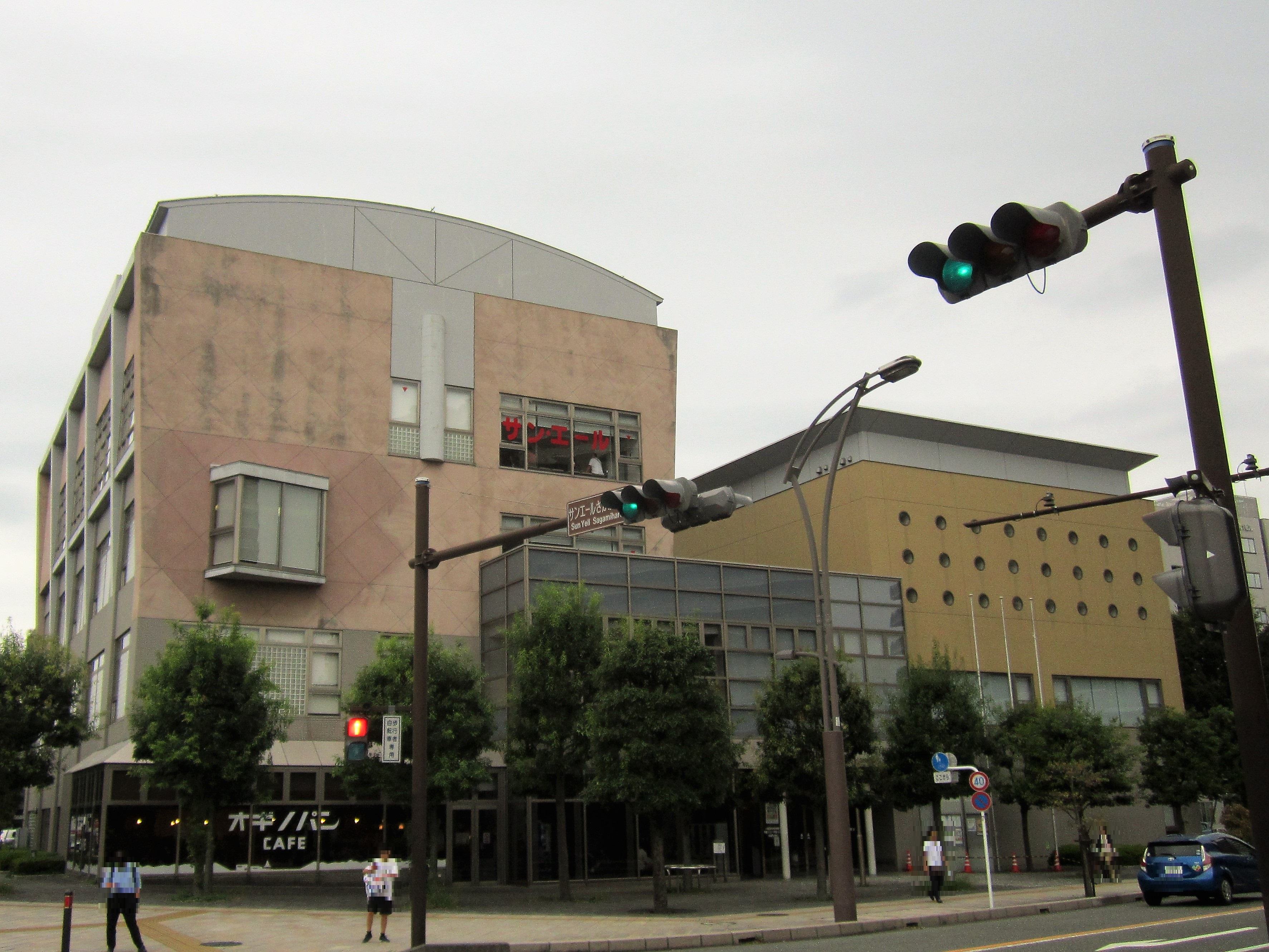
サンエール・さがみはら

### 警察
- 神奈川県相模原北警察署（相模原市緑区西橋本五丁目4番25号）
  - 橋本駅前交番（相模原市緑区橋本三丁目28番2号）
  - 下九沢交番（相模原市緑区下九沢1416番地3）
  - 大島交番（相模原市緑区大島3245番地4）
  - 橋本五差路交番（相模原市緑区西橋本一丁目28番10号）
  - 相原交番（相模原市緑区相原四丁目12番9号）
- 神奈川県津久井警察署（相模原市緑区中野937番地2）
  - 城山交番（相模原市緑区原宿5丁目26番1号）
  - 相模湖交番（相模原市緑区与瀬1092番地）
  - 湘南駐在所（相模原市緑区小倉404番地14）
  - 根小屋駐在所（相模原市緑区根小屋1466番地4）
  - 串川駐在所（相模原市緑区長竹1222番地10）
  - 鳥屋駐在所（相模原市緑区鳥屋1044番地1）
  - 青野原駐在所（相模原市緑区青野原1619番地）
  - 青根駐在所（相模原市緑区青根1434番地2）
  - 内郷駐在所（相模原市緑区寸沢嵐848番地6）
  - 千木良駐在所（相模原市緑区千木良1206番地9）
  - 吉野駐在所（相模原市緑区吉野76番地1）
  - 小渕駐在所（相模原市緑区小渕1966番地6）
  - 日連駐在所（相模原市緑区日連563番地3）
  - 牧野駐在所（相模原市緑区牧野4224番地3）
  - 佐野川駐在所（相模原市緑区佐野川1932番地1）

### 消防
消防署
- 相模原市北消防署（橋本四丁目16番6号）
  - 大沢分署、相原分署、城山分署
- 相模原市津久井消防署（寸沢嵐3455番地1）
  - 藤野分署、鳥屋出張所、青根出張所、救急隊派出所

### 医療
主な病院
- 相模原協同病院
- 相模原赤十字病院

### 図書館
- 相模原市立橋本図書館（橋本三丁目28番14号）- ミウィ橋本6階
- 相模原市立公文書館

### 文化施設
交流施設
- 杜のホールはしもと（橋本三丁目28番1号）- ミウィ橋本7階・8階
- サンエール相模原
- もみじホール城山
- 鳥居原ふれあいの館
- 市立尾崎咢堂記念館

### 運動施設
- 相模原市北総合体育館（下九沢2368番地1）

### 処理施設
- 相模原市北清掃工場（下九沢2074番地2）
- 相模原市津久井クリーンセンター（青山3385番地2）

## 経済

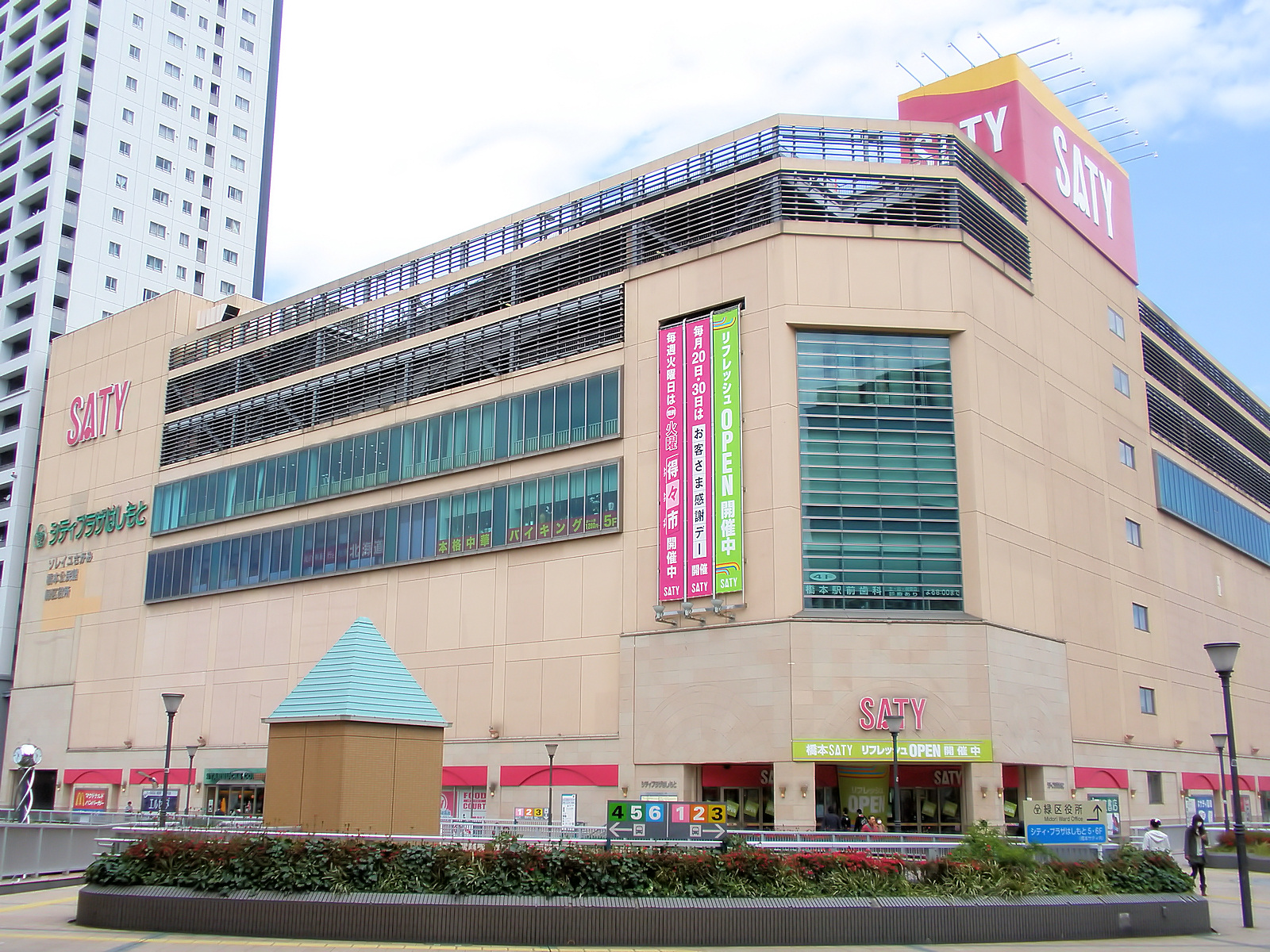
イオン橋本店（橋本サティ時代）

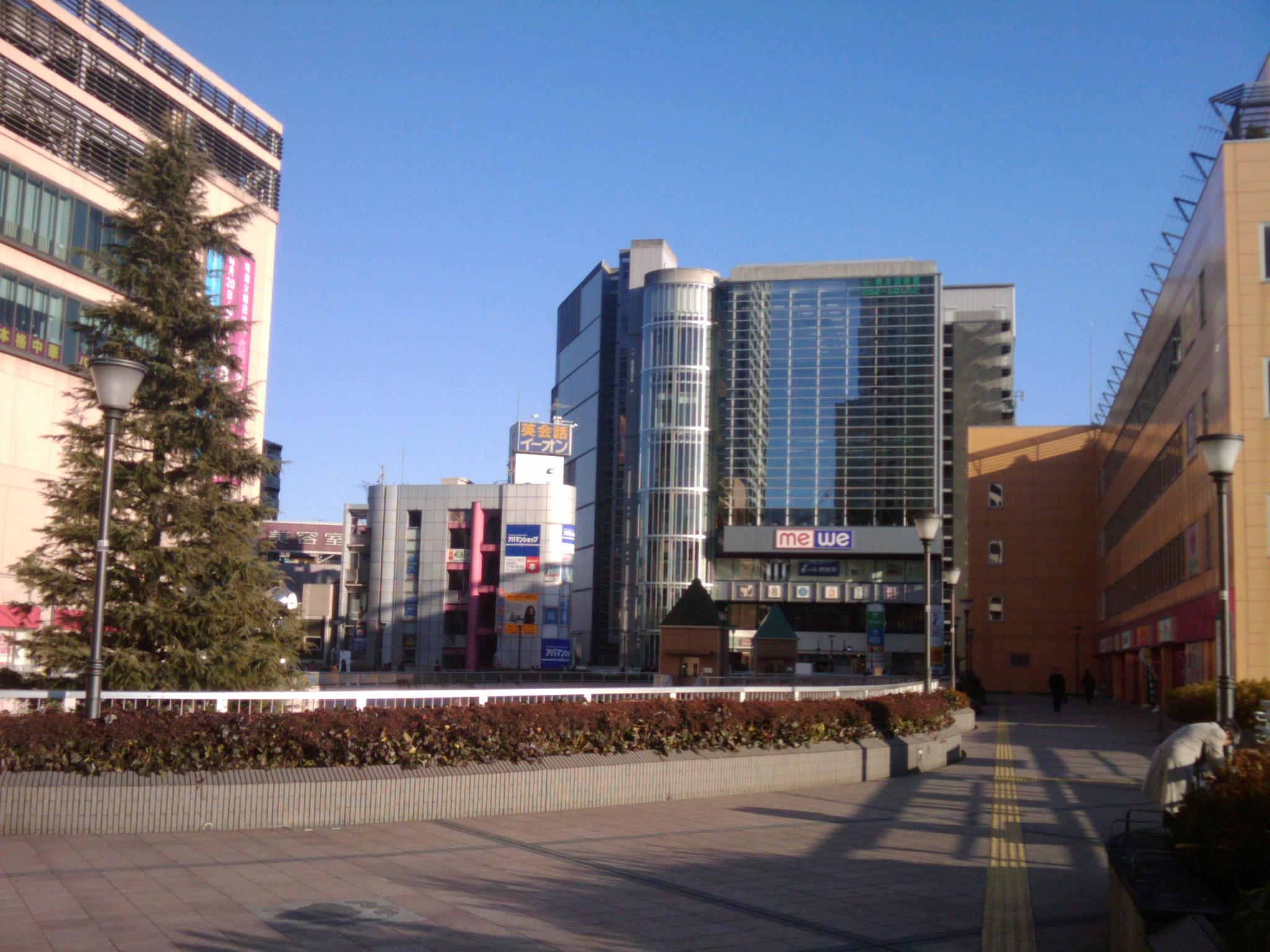
ミウィ橋本

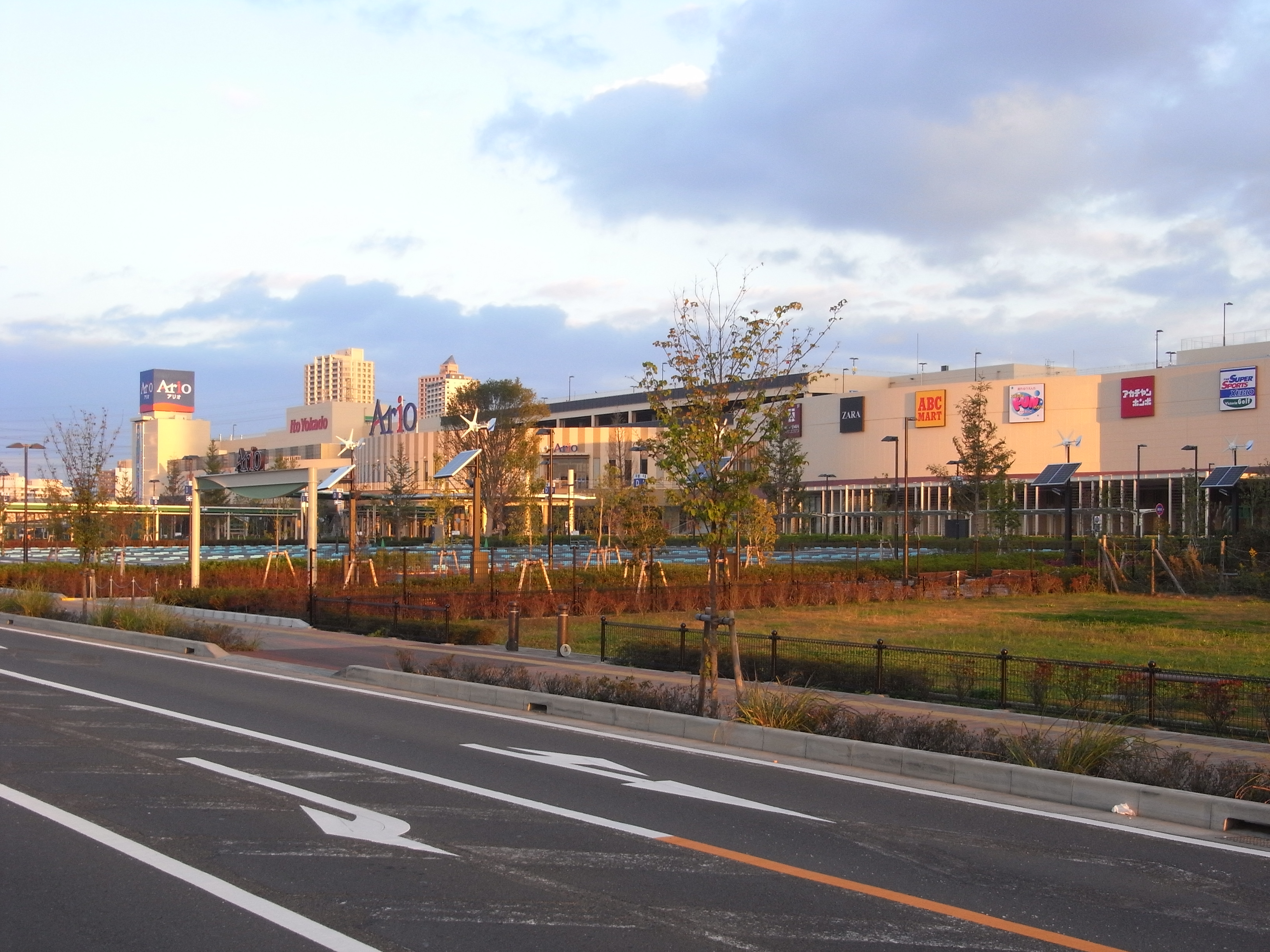
アリオ橋本

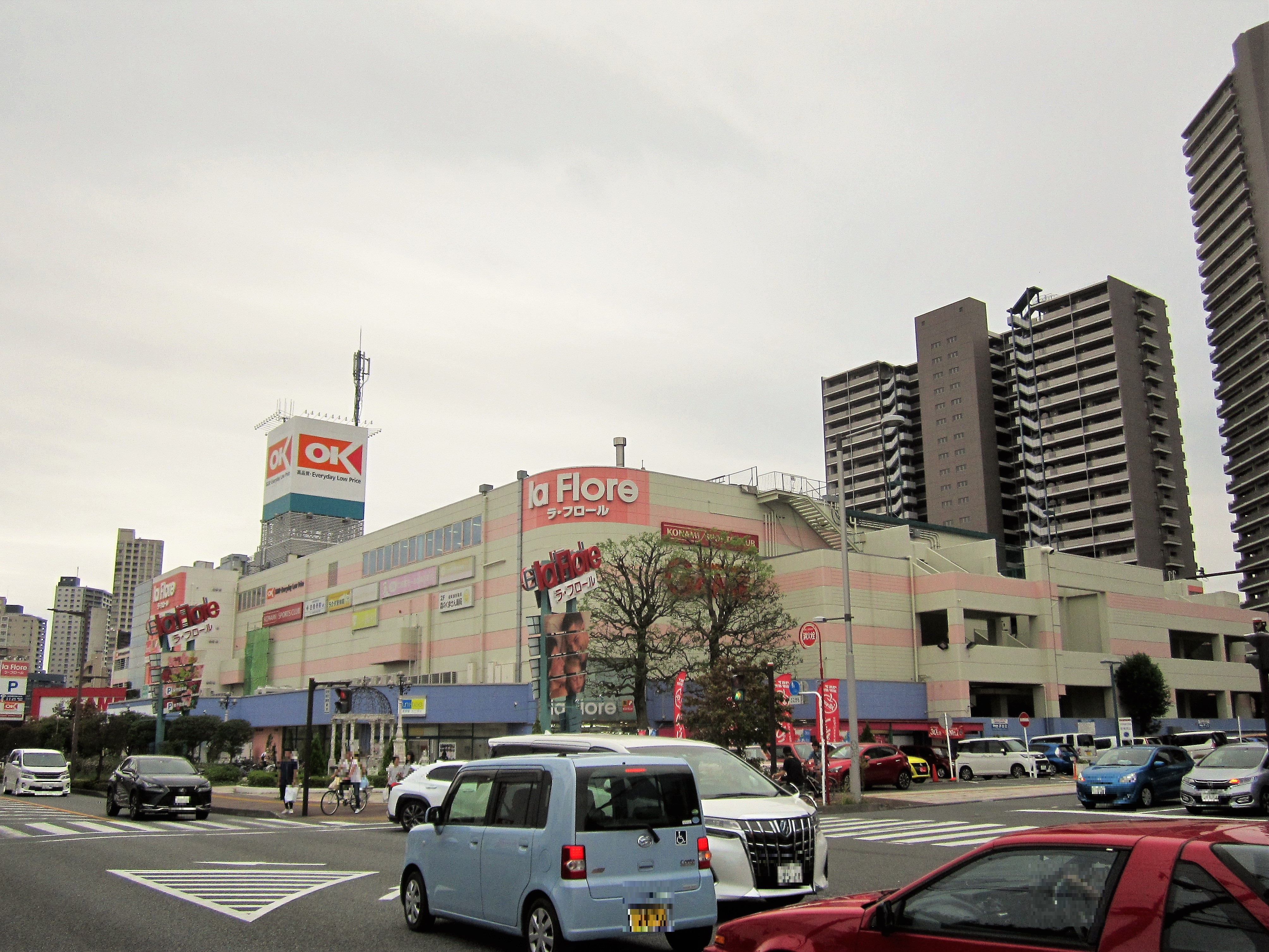
ラ・フロール

### 農業
農業協同組合（JA）
- 神奈川つくい農業協同組合（JA神奈川つくい）

### 商業
主な商業施設
- アリオ橋本
- イオン橋本店
- ミウィ橋本
- ラ・フロール
- コピオ城山
- コピオ相模原インター

映画館
- SING橋本
  - ドンキホーテSING橋本駅前店
  - MOVIX橋本

### 緑区に本社を置く企業
- アイダエンジニアリング（東証プライム）
- 久保田酒造
- 清水酒造
- シンプレックス
- セパルライディングスクール橋本
- 仏教企画（出版社）
- ヤマグチ薬局
- オギノパン（本社・併設工場）
- 城山工業
- 榎本機工

## 情報・通信

### マスメディア

#### 中継局
- 愛川中継局
- 相模湖中継局
- JMC相模原送信所
- 津久井テレビ中継局
- 藤野テレビ中継放送局

## 生活基盤

### ライフライン

#### 電力
発電所
- 城山発電所
- 津久井発電所

ダム
- 相模ダム
- 城山ダム
- 道志ダム
- 沼本ダム
- 本沢ダム
- 宮ヶ瀬ダム

## 教育

### 大学
私立
- 帝京大学薬用植物園

### 高等学校
県立
- 神奈川県立相原高等学校
- 神奈川県立橋本高等学校
- 神奈川県立相模原城山高等学校
- 神奈川県立津久井高等学校

私立
- シュタイナー学園高等部

### 中学校
市立
- 相模原市立相原中学校
- 相模原市立旭中学校
- 相模原市立内郷中学校
- 相模原市立内出中学校
- 相模原市立大沢中学校
- 相模原市立串川中学校
- 相模原市立相模丘中学校
- 相模原市立中沢中学校
- 相模原市立中野中学校
- 相模原市立藤野中学校
- 相模原市立北相中学校

私立
- シュタイナー学園中等部

### 小学校
市立
- 相模原市立相原小学校
- 相模原市立旭小学校
- 相模原市立内郷小学校
- 相模原市立大沢小学校
- 相模原市立大島小学校
- 相模原市立川尻小学校
- 相模原市立九沢小学校
- 相模原市立串川小学校
- 相模原市立桂北小学校
- 相模原市立広陵小学校
- 相模原市立作の口小学校
- 相模原市立湘南小学校
- 相模原市立当麻田小学校
- 相模原市立千木良小学校
- 相模原市立津久井中央小学校
- 相模原市立中野小学校
- 相模原市立二本松小学校
- 相模原市立根小屋小学校
- 相模原市立橋本小学校
- 相模原市立広田小学校
- 相模原市立藤野小学校
- 相模原市立藤野北小学校
- 相模原市立藤野南小学校
- 相模原市立宮上小学校

私立
- シュタイナー学園初等部
- LCA国際小学校

### 幼稚園
- 内郷幼稚園
- 大沢幼稚園
- 大沢第二幼稚園
- 大島幼稚園
- 相模湖幼稚園
- 相模野幼稚園
- 相模原みどり幼稚園
- 相模原市立城山幼稚園
- 城山わかば幼稚園
- 新町幼稚園
- 太陽の子幼稚園
- 津久井ヶ丘幼稚園
- てるて幼稚園
- 橋本幼稚園
- ばらの花幼稚園
- 相模原市立ふじの幼稚園

### 義務教育学校
市立
- 相模原市立青和学園
- 相模原市立鳥屋学園

### 特別支援学校
県立
- 神奈川県立相模原支援学校橋本分教室（神奈川県立橋本高等学校内）
- 神奈川県立津久井支援学校

### 自動車学校
- セパルライディングスクール橋本
- 橋本自動車学校

## 交通

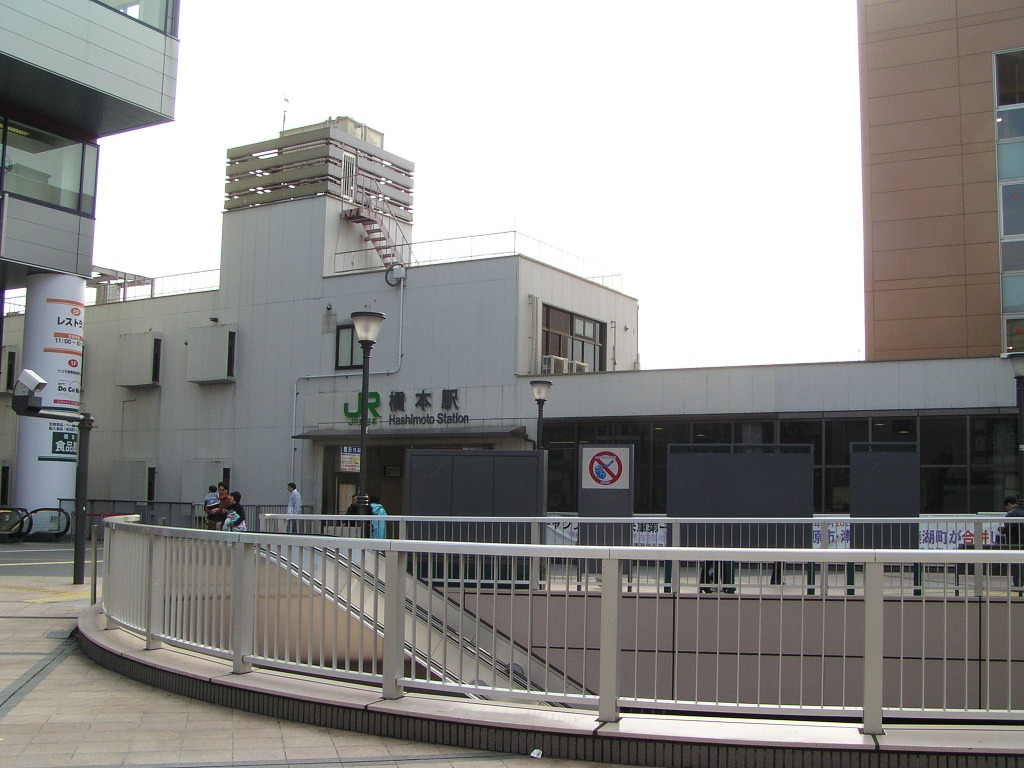
橋本駅北口

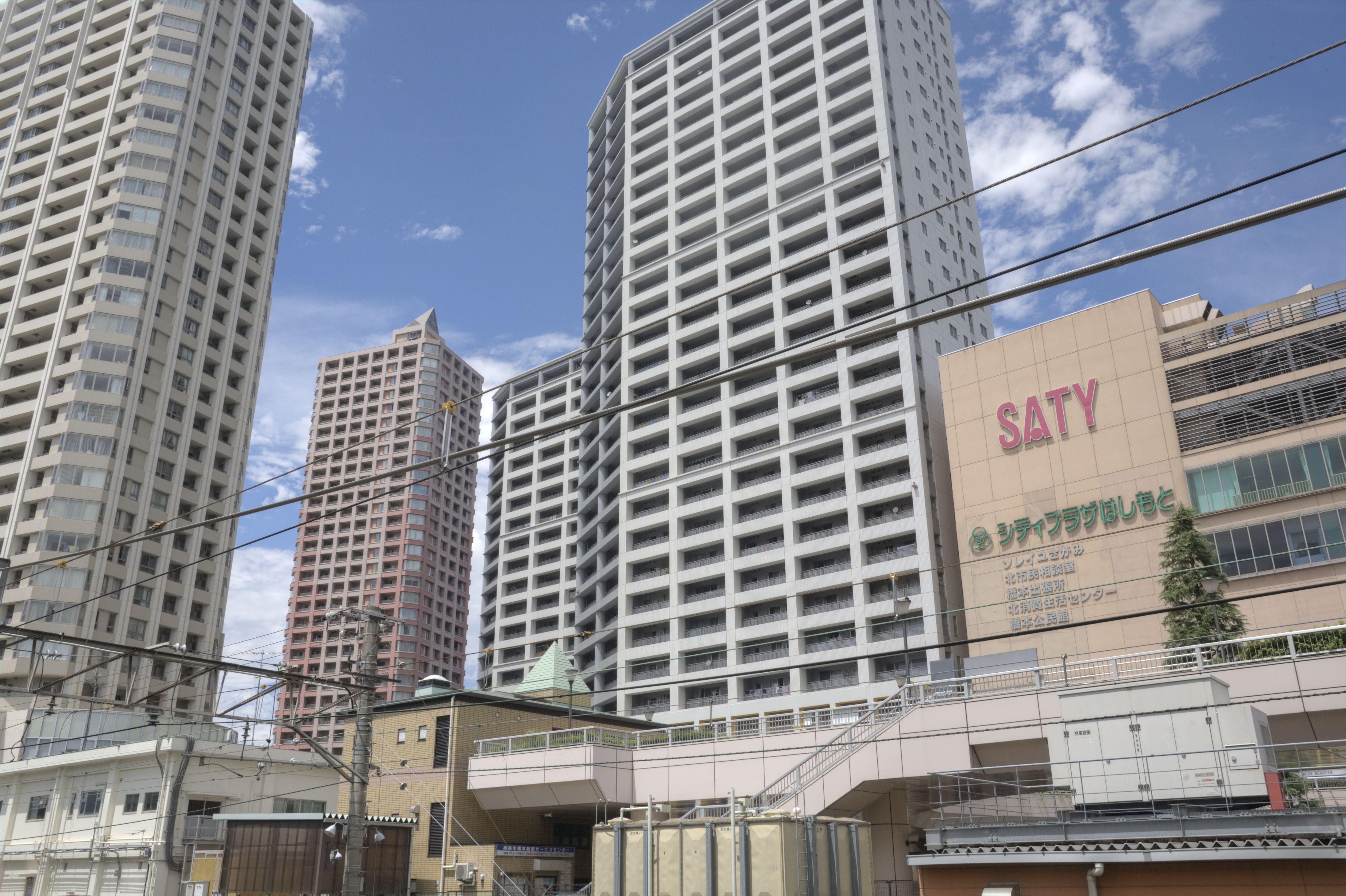
橋本駅周辺の超高層マンション

### 鉄道
中央本線の駅から橋本駅へ鉄道で移動する場合は、一旦東京都八王子市・町田市を通過する必要がある。 
東日本旅客鉄道（JR東日本）
 横浜線
- - 橋本駅 -

■ 相模線
- - 橋本駅

 ■ 中央本線
- - 相模湖駅 - 藤野駅 -

- その他、上溝駅 - 南橋本駅間で当区（中央区との境界付近）を通過している。

京王電鉄
 相模原線
- - 橋本駅

将来的に、橋本駅南口付近に中央新幹線の駅が設置される予定となっている。

### バス

#### 路線バス
- 神奈川中央交通（神奈中バス）
  - 橋本営業所
  - 津久井営業所
  - 津久井営業所城山操車所
  - 多摩営業所
- 相模原市コミュニティバス「せせらぎ号」（神奈中タクシーが受託）
- 京王バス南大沢営業所
- 富士急バス上野原営業所

### 道路

#### 高速道路
- 中央自動車道：- 相模湖東出口 - 相模湖IC -
- 首都圏中央連絡自動車道：- 相模原IC -

#### 国道
- 国道16号
- 国道20号
- 国道129号
- 国道412号
- 国道413号

#### 都県道
主要地方道
- 神奈川県道35号四日市場上野原線
- 神奈川県道48号鍛冶谷相模原線
- 神奈川県道63号相模原大磯線
- 神奈川県道64号伊勢原津久井線
- 神奈川県道65号厚木愛川津久井線
- 神奈川県道76号山北藤野線

一般県道
- 神奈川県道505号橋本停車場線
- 神奈川県道506号八王子城山線
- 神奈川県道508号厚木城山線
- 神奈川県道510号長竹川尻線
- 神奈川県道511号太井上依知線
- 神奈川県道513号鳥屋川尻線
- 神奈川県道515号三井相模湖線
- 神奈川県道516号浅川相模湖線
- 神奈川県道517号奥牧野相模湖線
- 神奈川県道518号藤野津久井線
- 神奈川県道519号相模湖停車場線
- 神奈川県道520号吉野上野原停車場線
- 神奈川県道521号佐野川上野原線
- 神奈川県道522号棡原藤野線
- 神奈川県道523号藤野停車場線

## 観光

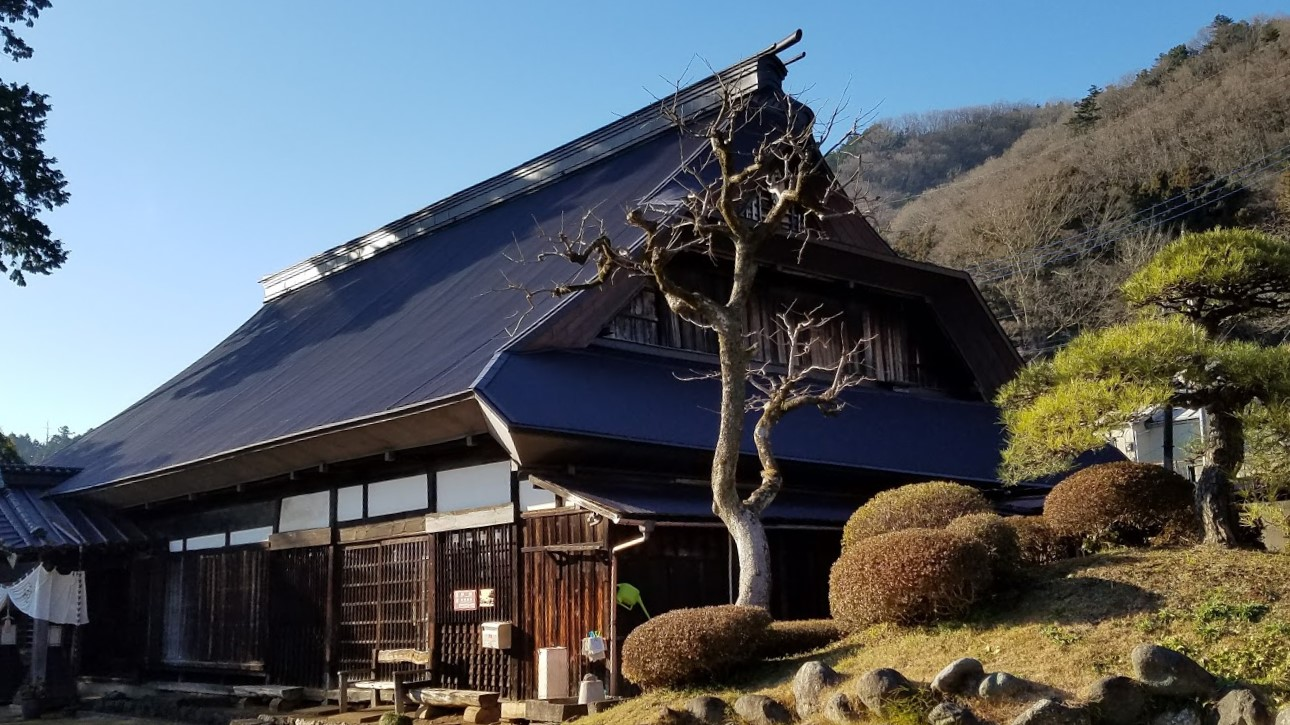
甲州街道小原宿本陣

### 名所・旧跡
主な城郭
- 津久井城

主な寺院
- 月光院

主な神社
- 石楯尾神社（名倉権現）
- 諏訪明神
- 土用坊主

主な遺跡
- 小保戸遺跡
- 寸沢嵐石器時代遺跡

主な宿場
- 甲州街道
  - 小原宿
    - 小原宿本陣

  - 与瀬宿
  - 吉野宿
  - 関野宿

### 観光スポット
自然
- 相模湖
- 津久井湖
  - 津久井湖観光センター

公園
- 神奈川県立津久井湖城山公園
- 相模湖公園
- 相模原北公園

## 文化・名物

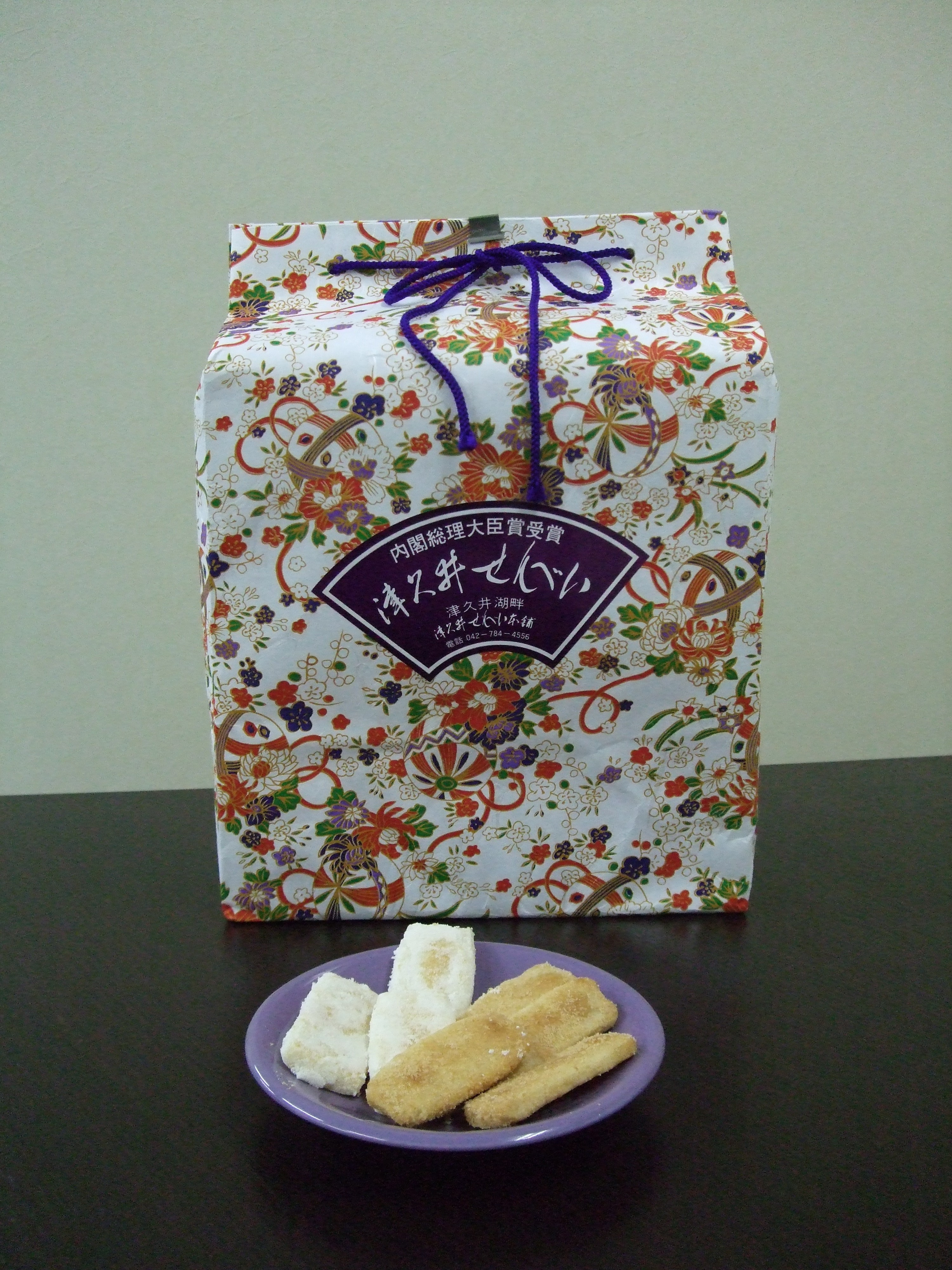
津久井せんべい

### 祭事・催事
- 小倉橋灯ろう流し
- さがみ湖湖上祭花火大会
- 橋本七夕まつり

### 名産・特産
- かんこ焼き
- 津久井在来大豆
- 津久井せんべい

## 出身関連著名人
- 尾崎咢堂 - 政治家
- 加藤馨 - ケーズホールディングス創業者
- 渡名喜風南 - 柔道家